# يعقوب بن الليث الصفار
يعقوب بن الليث الصفّار  (بالفارسية: یعقوب لیث صفاری)(25 أكتوبر 840 - 5 يونيو 879)، كان صائغًا ومؤسسًا للسلالة الصفارية لسيستان وعاصمتها زرنج (مدينة الآن في جنوب غرب أفغانستان). تحت قيادته العسكرية غزا الكثير من الأجزاء الشرقية من إيران الكبرى التي تتكون من إيران الحالية وأفغانستان وتركمانستان وأوزبكستان وطاجيكستان بالإضافة إلى أجزاء من غرب باكستان وجزء صغير من العراق. خلفه أخوه عمرو بن الليث.

## تاريخ
قيل: كان هو وأخوه عمرو بن الليث يعملان في النحاس، فتزهدا، وجاهدا مع صالح المُطَّوِّعِي المحارب للخوارج.
قال ابن الأثير غلب صالح على سجستان، ثم استنقذها منه طاهر بن عبد الله بن طاهر، فظهر بها درهم بن حسين المطوعي، فاستولى أيضا عليها، وجعل يعقوب بن الليث قائد عسكره، ثم رأى أصحاب درهم عجزه، فملكوا يعقوب لحسن سياسته، فأذعن لهم درهم، واشتهرت صولة يعقوب، وغَلَبه على هراة وبوشنج، وحارب الترك، وظفر بِرُتْبِيل، فقتله، وقتل ثلاثة ملوك ورجع معه ألوف من الرؤوس، فهابته الملوك. وكان بوجهه ضربة سيف مُخَيَّطَة.
بعث هدية إلى المعتز، منها مسجد فضة يسع خمسة عشر نفسا، يحمل عل قطار جمال، ثم إنه حارب متولي فارس، ونصر عليه، وقتل رجاله. فكتب إليه الصلحاء ينكرون عليه تسرُّعَه في الدماء، وحاصرهم، وأخذ شيراز، فأمَّنهم، وأخذ من متولِّيها أربع مائة بَدْرَة، وعذَّبه، ورد إلى سجستان، فجبَى الأموال.
وكان يحمل إلى المعتمد في العام خمسة آلاف ألف درهم. وقنع المعتمد بمداراته.
ثم أخذ بلخ ونيسابور، وأسر متوليها ابن طاهر في ستين نفسا من آله، وقصد جرجان، فهزم المُتغلِّب عليها الحسن بن زيد العلوي، وغَنِمَ منه ثلاث مائة حمل مال، وأخذ آمُل ثم التقاه العلوي فهزم يعقوب، ثم دخل جرجان، فظلم وعسف، فجاءت زلزلة قتلت من جنده ألفين.
واستغاث جماعة جرجانيون ببغداد من يعقوب، فعزم المعتمد على حربه، ونفذ كتبا إلى أعيان خراسان بذم يعقوب، وبأن يهتموا لاستئصاله، فكاتب المعتمد يخضع ويراوغ، ويطلب التقليد بتوليه المشرق، ففعل المعتمد ذاك وأخوه الموفق لاشتغالهم بحرب الزَّنْج.
وأقبل يعقوب ليملك العراق، وبرز يعقوب بن الليث الصفار، فالتقى الجمعان في المعالف وهي منطقة لرعي الخيول، اتخذها جيش الصفاريون مركز لانطلاقهم لتحرير بغداد فانهزم المعتضد، وجرح أمراؤه، وذهبت خزائنه، وانتصر يعقوب ودخل بغداد وقال لأهالي بغداد اليوم حررتكم ونشر الجند والشرطة في بغداد وارسا العدل والمساواة ثم عاد بجيشه إلى جند سابور وهي الآن جنوب دزفول ليتخذها مركز حكم الدولة الصفارية الساسية.

قال أبو الفرج الأصبهاني: 
مات بِجُنْدِيسَابُور في سنة خمس وستين ومائتين.